# Ischyropalpus occidentalis
Ischyropalpus occidentalis är en skalbaggsart som först beskrevs av Champion 1890.  Ischyropalpus occidentalis ingår i släktet Ischyropalpus och familjen kvickbaggar. Inga underarter finns listade i Catalogue of Life.